# Diecezja Iguatú
Diecezja Iguatú (łac. Dioecesis Iguatuvinus) – diecezja Kościoła rzymskokatolickiego w Brazylii. Należy do metropolii Fortaleza, wchodzi w skład regionu kościelnego Nordeste I. Została erygowana przez papieża Jana XXIII bullą In apostolicis w dniu 28 stycznia 1961.